# Bački Vinogradi
Bački Vinogradi (en serbe cyrillique : Бачки Виногради ; en hongrois : Bácsszőlős) est une localité de Serbie située dans la province autonome de Voïvodine et sur le territoire de la Ville de Subotica, district de Bačka septentrionale. Au recensement de 2011, elle comptait 1 907 habitants.
Malgré le nombre de ses habitants, Bački Vinogradi est classé parmi les villages de Serbie. La localité est située le long de la route européenne E75.

## Démographie

### Évolution historique de la population
| 1948  | 1953  | 1961  | 1971  | 1981  | 1991  | 2002  | 2011  |
| ----- | ----- | ----- | ----- | ----- | ----- | ----- | ----- |
| 3 084 | 3 206 | 3 590 | 3 744 | 2 345 | 2 242 | 2 039 | 1 907 |

|  |